# 田村文生
田村 文生（たむら ふみお、1968年 - ）は、日本の作曲家・編曲家。

## 略歴
東京都杉並区に生まれ、埼玉県川越市に育つ。埼玉県立川越高等学校卒業、東京芸術大学卒業、同大学院修了。ギルドホール音楽演劇学校大学院修了。1995年から1997年まで文化庁芸術家在外研修員としてイギリスにて研修。作曲を北村昭、近藤譲、松下功、R. サクストンに師事。
ブッキ国際作曲コンクール（ローマ）、安宅賞、文化庁舞台芸術創作奨励特別賞、朝日作曲賞、国立劇場作曲コンクール、ジェネシスオペラ作曲賞（イギリス）審査員特別賞など入賞・入選多数。アジア音楽祭、〈東京の夏〉音楽祭、Spitalfields音楽祭（ロンドン）､The State of the Nation音楽祭（ロンドン）、アジア作曲家協議会音楽祭（ソウル）、国際現代音楽協会（ISCM）世界音楽の日々（香港）など国内外の主要な音楽祭で作品が演奏されている。
1994年度全日本吹奏楽コンクール課題曲である『饗応夫人－太宰治作「饗応夫人」のための音楽』は、課題曲史上最も長い曲であり、楽譜指定の速度で演奏すると約7分かかる曲である。さらに現代音楽のため拍子・テンポが目まぐるしく変わり、演奏者に高い技術が必要とされる。難易度が高い作品が多いため、コンクールの自由曲として取り上げられることは多くないが、編曲作品の『バッハの名による幻想曲とフーガ』はその中で人気作品であり、これまでに全国大会で6度金賞受賞している（2018年時点）。
神戸大学大学院人間発達環境学研究科人間発達専攻准教授を経て、現在、東京藝術大学音楽学部音楽環境創造科教授。日本作曲家協議会、日本電子音楽協会、日本音楽学会、作曲家グループTEMPUS NOVUM、邦楽器アンサンブル日本音楽集団各団員・会員。日本管楽芸術学会理事。現代音楽演奏団体Ensemble Contemporary α代表。21世紀の吹奏楽“響宴”会員。なお、中学校・高等学校教諭免許状（音楽）を所有している。
オーバーリアクションでゼミ生を笑わせる一面も存在する。また音楽関連の知識はもちろん、正しい日本語の書き方もゼミ内では徹底的に指導をする。趣味は発芽玄米の成長を見守ること。特技は料理。

## 主要作品

### 吹奏楽
- 饗応夫人－太宰治作「饗応夫人」のための音楽（1994年度全日本吹奏楽コンクール課題曲）
- かわいい女（ヤマハ吹奏楽団浜松委嘱、第1回 21世紀の吹奏楽“響宴”入選作品）〈1995〉
- アルプスの少女（ヤマハ吹奏楽団浜松委嘱作品）〈1999〉
- シャルロット －グロテスクなもの（長野県屋代高等学校委嘱、第5回 21世紀の吹奏楽“響宴”入選作品）〈2000〉
- Snow White（福島県立磐城高等学校委嘱作品）〈2001〉
- 残酷メアリー（武蔵越生高等学校吹奏楽部委嘱、第8回 21世紀の吹奏楽“響宴”入選作品）〈2003〉
- 美しい水車小屋の娘。（武蔵越生高等学校吹奏楽部委嘱作品）〈2004〉
- Lady Mallow ～葵上～（武蔵越生高等学校吹奏楽部委嘱作品）〈2005〉
- 百頭女（武蔵越生高等学校吹奏楽部委嘱作品）〈2008〉
- 20世紀の墓 ～「千の風になって」によるパラフレーズ （新潟県立新潟商業高等学校・東京学館新潟高等学校・新潟青陵高等学校・新潟市立高志高等学校・新潟市立関屋中学校・新潟市立坂井輪中学校・新潟市立小針中学校・新潟市立山の下中学校 共同委嘱作品）〈2008〉
- マショーの女 Femme fatale（武蔵越生高等学校吹奏楽部委嘱作品）〈2011〉
- 時と鐘〜KHSWOの音列によるパラフレーズ（埼玉県立川越高等学校吹奏楽部委嘱作品）〈2012〉
- 泣く女（武蔵越生高等学校吹奏楽部委嘱作品）〈2012〉
- サンタ・カテリーナ ～幻視と黙想～（光ヶ丘女子高等学校吹奏楽部 学校創立50周年記念委嘱作品）〈2013〉
- トルキッチュ行進曲（高知県立岡豊高等学校・北海道帯広柏葉高等学校・福島県相馬市立向陽中学校・北海道七飯町立七飯中学校・武蔵越生高等学校委嘱作品）〈2014〉

### 吹奏楽編曲
- 前奏曲 変ホ長調(J.S.バッハ)（福島県立福島東高等学校吹奏楽部委嘱作品）〈2001〉
- 「海の微風、春の再来」～弦楽4重奏曲より(C.ドビュッシー)〈2003〉
- バッハの名による幻想曲とフーガ(F.リスト)（北海道教育大学函館校吹奏楽団委嘱作品）〈2005〉
- 謝肉祭(R.シューマン)〈2010〉
- おお、神秘なる力よ！(スクリャービン)〈2012〉
- 哀歌 ラメント〜バッハのカンタータ《泣き、嘆き、憂い、慄き》とロ短調ミサ曲の《十字架につけられ》の通奏低音による変奏曲(F.リスト)（高知県立岡豊高等学校・東京学館新潟高等学校・浜松海の星高等学校・北海道帯広柏葉高等学校・山形県立山形中央高等学校協同委嘱作品）〈2013〉
- 交響曲第5番より 終楽章(マーラー)（愛媛県立伊予高等学校吹奏楽部委嘱作品）〈2014〉
- 私を泣かせてください 歌劇「リナルド」第2幕より(ヘンデル)（愛媛県立伊予高等学校吹奏楽部委嘱作品）〈2014〉
- 歌劇「エレクトラ」より　エレクトラの勝利の踊り(R.シュトラウス)（愛媛県立伊予高等学校、東京学館新潟高等学校、山口県立下関西高等学校、静岡大学吹奏楽団協同委嘱作品）〈2015〉
- 交響詩「ローマの噴水」(O.レスピーギ)〈2017〉
- 交響詩「影のない女」(R.シュトラウス)（愛媛県立伊予高等学校、札幌日本大学高等学校、北海道教育大学岩見沢校共同委嘱作品）〈2017〉
- 「オルガン交響曲第4番」より(L.ヴィエルヌ)〈2017〉

### 校歌
- 大阪府立枚方なぎさ高等学校校歌
- 神戸大学附属中等教育学校校歌（編曲）

### ピアノ曲
- 存在の恐怖〈2016〉